# Bunny (2025)
Bunny ist eine Tragikomödie und das Regiedebüt von Ben Jacobson. Der Film mit Mo Stark in der Titelrolle und dem Regisseur in einer weiteren Hauptrolle spielt fast ausschließlich in einem Mietshaus im New Yorker East Village und feierte im März 2025 beim South by Southwest Film Festival seine Premiere.

## Handlung
Es ist Sommer in New York. Bunny hat an diesem heißen Tag Geburtstag, doch ist er nicht in Feierlaune. Als er völlig abgehetzt zurück in seine Wohnung im East Village kommt, will seine Ehefrau Bobbie mit ihm und einer Freundin als Geschenk einen Dreier machen, doch er ist nicht in der Stimmung hierfür. Er hat andere Sorgen, denn er überlegt, wie er eine Leiche verschwinden lassen kann. Sein Kumpel Dino soll ihm dabei helfen. Die Situation spitzt sich zu, als Bunny einen weiteren Mann findet, der an einer Überdosis Heroin gestorben ist und ebenfalls verschwinden muss. In ihrem Haus sind Officer Nadov und Officer Cellestino unterwegs und schnüffeln herum, und dann taucht auch noch sein Vater auf.

## Produktion
Regie führte Ben Jacobson. Es handelt sich bei Bunny um sein Regiedebüt. Als Schauspieler war er in einer Folge der Fernsehserie High Fidelity und in dem Mystery-Thriller Blink Twice von Zoë Kravitz zu sehen.
Mo Stark spielt in der Titelrolle Bunny. Regisseur Jacobson spielt Bunnys besten Freund Dino. Gemeinsam mit Stefan Marolachakis schrieben Stark und Jacobson auch das Drehbuch. Liza Colby spielt Bunnys seine Ehefrau Bobbie. Liz Caribel Sierra und Ajay Naidu sind in den Rollen von Officer Nadov und Officer Cellestino zu sehen. Tony Drazan spielt Bunnys Schwiegervater und Linda Rong Mei Chen die Vermieterin Linda. Genevieve Hudson-Price ist in der Rolle einer orthodoxen Jüdin namens Happy Chana zu sehen, die für einen Tag eines der Zimmer in Bunnys Wohnung angemietet hat. Michael Abbott Jr. spielt Officer Belle.
Gedreht wurde in New York City in einem Mietshaus in der Second Avenue. Kameramann Jackson Hunt war zuletzt für den Thriller Inheritance von Neil Burger tätig.
Die Filmmusik komponierte Hamilton Leithauser, der Sänger und Lead-Gitarre der New Yorker Indie-Rockband The Walkmen.
Die Premiere des Films fand am 8. März 2025 beim South by Southwest Film Festival statt. Im Juni 2025 wird er beim Tribeca Film Festival gezeigt.

## Rezeption

### Kritiken
Pete Hammond beschreibt Bunny in seiner Kritik für deadline.com als eine Mischung aus Immer Ärger mit Bernie, Abbott und Costello, der Arbeit des Comedyduos Cheech und Chong und einem New-Age-Film der Marx Brothers sowie Filmen der Safdie-Brüder, insbesondere Der schwarze Diamant, und zurück bis zu Hal Ashbys Regiedebüt Der Hausbesitzer aus dem Jahr 1970, der ebenfalls in einem New Yorker Mietshaus spielt.

### Auszeichnungen
South by Southwest Film Festival 2025
- Nominierung im Narrative Feature Competition[1]